# Dendrophyllia californica
Dendrophyllia californica är en korallart som beskrevs av John Wyatt Durham 1947. Dendrophyllia californica ingår i släktet Dendrophyllia och familjen Dendrophylliidae. Inga underarter finns listade i Catalogue of Life.